# Euclimacia
Euclimacia is een geslacht van insecten uit de familie van de Mantispidae, die tot de orde netvleugeligen (Neuroptera) behoort.

## Soorten
Deze lijst van 34 stuks is mogelijk niet compleet.
- E. africana Esben-Petersen, 1927
- E. badia Okamoto, 1910
- E. basiflava Handschin, 1961
- E. burmanella (Westwood, 1867)
- E. celebica Handschin, 1961
- E. cottami Navás, 1914
- E. flava Esben-Petersen, 1917
- E. flavicauda Esben-Petersen, 1917
- E. flavocincta Stitz, 1913
- E. fusca Stitz, 1913
- E. gerstaeckeri Banks, 1920
- E. grandis (Guérin-Méneville in Duperry, 1831)
- E. horstaspoecki Ohl, 2004
- E. jacobsoni Handschin, 1961
- E. metallica Esben-Petersen, 1917
- E. morosa (Gerstäcker, 1894)
- E. nelsoni Navás, 1914
- E. nigra Handschin, 1961
- E. nodosa (Westwood, 1847)
- E. nuchalis (Gerstäcker, 1885)

- E. partita Enderlein, 1910
- E. regina Esben-Petersen, 1917
- E. rhombica Navás, 1914
- E. rufa Esben-Petersen, 1928
- E. ruficauda Enderlein, 1910
- E. rufocincta Handschin, 1961
- E. superba Lambkin, 1987
- E. tagalensis Banks, 1914
- E. torquata Navás, 1914
- E. tortricalis (Druce, 1885)
- E. triangularis Handschin, 1961
- E. vespiformis Okamoto, 1910
- E. woodhousei Navás, 1914
- E. zonalis Navás, 1914